# Harpalus carolinae
Harpalus carolinae är en skalbaggsart som beskrevs av Schaeffer. Harpalus carolinae ingår i släktet Harpalus och familjen jordlöpare. Inga underarter finns listade i Catalogue of Life.